# Скотт (гора)
Скотт — подковообразный горный массив на полуострове Киев, западном побережье Земли Грэма, открытый на юго-запад с выпуклой стороной, обращенной к заливу Жирар, северо-западная сторона обращена к каналу Лемер.

## История
Был открыт бельгийской антарктической экспедицией в 1897—1899 годах. Карта составлена доктором Жан-Батистом Шарко, руководителем четвертой французской антарктической экспедиции 1908-10 годов. Гора названа в честь капитана Королевского флота Роберта Фалкона Скотта.